# Gigantactis vanhoeffeni
Gigantactis vanhoeffeni is een straalvinnige vissensoort uit de familie van wipneuzen (Gigantactinidae). De wetenschappelijke naam van de soort is voor het eerst geldig gepubliceerd in 1902 door Brauer.